# 타미야 슌사쿠
타미야 슌사쿠(일본어: 田宮 俊作 타미야 슌사쿠[*], 1934년 12월 19일 ~ 2025년 7월 18일)는 일본의 기업인으로 프라모델 제작으로 유명한 주식회사 타미야의 대표이사 회장 및 사장이다.

## 인물
시즈오카현 시즈오카시 태생으로, 시즈오카 현립 시즈오카 고등학교를 거쳐 1958년 와세다 대학 법학부를 졸업한 이후 아버지 타미야 요시오가 경영하는 타미야 상사 합자 회사(田宮商事合資会社)에 입사한다. 입사 후에는 목제 모형의 기획이나 설계에 종사하지만, 유럽에서 플라스틱 모델이 유입되는 위기가 닥치면서, 목제에서 플라스틱을 소재로 한 모형 제조로의 대전환을 완수했다. 1968년에는 세계의 완구 메이커가 모이는 뉘른베르크 국제 완구 박람회에 첫 출전한 이래 51년 연속 출전을 계속하고 있다. 또한 조기에 고객 서비스 부문을 설립해 모형의 품질관리와 타미야 브랜드 향상에 힘써왔다.또한 코마츠자키 시게루(小松崎茂), 우에다 키하치로(上田毅八郎), 타카니 요시유키(高荷義之)등 시대를 대표하는 일러스트레이터를 기용해 프라모델의 얼굴이 되는 상자 그림을 패키지 장식이라는 역할을 넘어서, 발전 끝에 박스 아트라고 불리는 회화 양식을 성립시켰다. 1994년부터 시즈오카 모형 교재 협동조합 이사장에 취임한다. 매년 5월에는 시즈오카 취미쇼를 개최해 지역경제 활성화에도 기여하고 있다. 2005년에는, 디자인·엑설런트·컴퍼니상을 수상한다. 2017년부터 타미야 대표이사 회장 및 사장직을 임하고 있으며, 2018년 제 21회 문화청 미디어 예술제 공로상을 수상했다.

## 경력
- 1958년 3월 와세다 대학 법학부 졸업
- 1958년 4월 타미야상사합자회사 입사
- 1977년 5월 (주) 타미야 모형 대표 이사 사장 취임
- 1984년 3월 (주) 타미야 대표 이사 사장 취임
- 1995년 6월 (재) 타미야 장학회 이사장 취임
- 2008년 6월 (주) 타미야 대표이사 회장 취임
- 2017년 8월 (주)타미야 대표 이사 회장 겸 대표 이사 사장 취임[2]

## 주요 저서
- 타미야 모형을 만든 사람들(田宮模型をつくった人々) 2004년 9월, 분게이슌주 (ISBN 9784163662503)
- 전설의 프라모델 가게: 타미야 모형을 만든 사람들(伝説のプラモ屋: 田宮模型をつくった人々) 2007년 5월, 분슌문고(文春文庫) (ISBN　9784167257040)
- 타미야 모형의 업무: 목제 모델부터 미니 사륜구동까지(田宮模型の仕事: 木製モデルからミニ四駆まで) 2000년 5월, 분슌문고(文春文庫) (ISBN　9784167257033)

## 가족 관계
- 아버지: 타미야 요시오(田宮義雄, 타미야 상사 창업자)
- 형제: 타미야 토쿠오(田宮督夫, 전 타미야 선전부 디자인실 고문)

## 같이 보기
- 타미야
- 문화청 미디어 예술제